# Estação Vicente Aleixandre

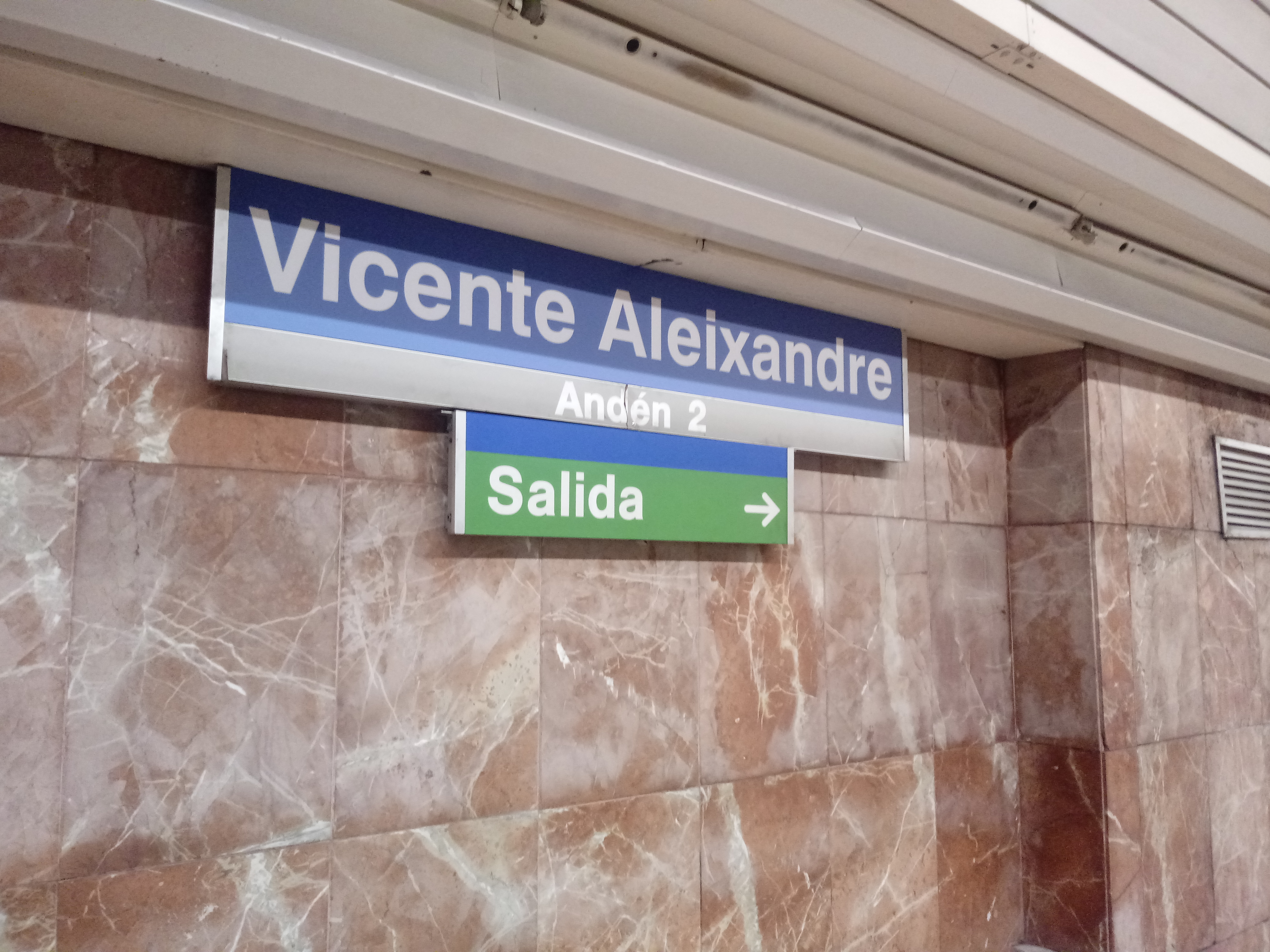
Sinalização da estação

Vicente Aleixandre é uma estação da Linha 6 do Metro de Madrid. 
Até novembro de 2018 tinha o nome de Metropolitano, está localizada sob a Avenida de Gregório del Amo, no distrito de Moncloa-Aravaca, uma de suas entradas está localizada no distrito de Chamberí.

## História
A estação foi aberta ao público sob o nome de Metropolitano em 13 de janeiro de 1987, quando a Linha 6 foi estendida para a estação Ciudad Universitaria e recebeu o nome da Colônia Metropolitana, uma área desenvolvida pela Companhia Metropolitana (atual Metro de Madri) na década de 1920.